# Belang van Nederland
Belang van Nederland (BVNL) is een Nederlandse politieke partij, opgericht in augustus 2021 door Wybren van Haga. De partij is vertegenwoordigd in gemeenten en waterschappen.

## Geschiedenis
Wybren van Haga, oorspronkelijk Tweede Kamerlid voor de Volkspartij voor Vrijheid en Democratie (VVD), werd in 2019 uit de fractie van die partij gezet en sloot zich in 2020 aan bij Forum voor Democratie. Bij de Tweede Kamerverkiezingen in 2021 behaalde Van Haga 241.193 voorkeurstemmen, tegenover 245.323 voor lijsttrekker Thierry Baudet. Op 13 mei 2021 maakte Van Haga samen met Hans Smolders en Olaf Ephraim bekend als zelfstandige fractie (Groep Van Haga) door te gaan in de Tweede Kamer. De notoire '5 mei-poster' van Baudet gaf hieraan de doorslag. Vier ex-Forum-Statenleden, verzameld onder Groep De Bie en Groep De Kok, sloten zich ook aan bij Van Haga. Op 7 augustus 2021 is de partij Belang van Nederland opgericht.
Eind 2021 werd Haags politicus Richard de Mos aangesteld als woordvoerder van de partij.
Bij de gemeenteraadsverkiezingen van 2022 behaalde de partij in enkele gemeentes een raadszetels, waaronder Haarlem (1 zetel), Edam-Volendam (2 zetels), Horst aan de Maas (2 zetels) en Oegstgeest (1 zetel). Op 23 november 2022 behaalde BVNL bij de herindelingsverkiezingen van de nieuwe gemeente Voorne aan Zee 2 zetels. De partij publiceerde zelf een nieuwsbericht met een lijst van zetels in veertien gemeentes. Daarbij rekenden zij andere gemeentes mee waar de partij banden mee heeft, zoals Groep de Mos in Den Haag en Lijst Smolders Tilburg. Noch in Den Haag, noch in Tilburg haalde BVNL als partij een zetel, ze deden daar zelfs niet mee. 
Bij de Provinciale Statenverkiezingen van 2023 deed BVNL mee in alle twaalf provincies, maar haalde daar geen enkele zetel. Tijdens de gelijktijdig gehouden waterschapsverkiezingen behaalde de partij in 5 van de 21 waterschappen één zetel.
Bij de Tweede Kamerverkiezingen van 22 november 2023 kwam de partij 16.000 stemmen tekort om een zetel te behalen. Van Haga kondigde daarop aan verder te gaan als wat hij zelf betitelt 'buitenparlementair Kamerlid'. Deze functie bestaat echter niet in het Nederlandse parlementaire stelsel.

## Standpunten
BVNL ziet zich als een klassiek liberale partij. ‘Cultureel conservatief, maar klassiek liberaal als het gaat om de rol van overheid’, aldus Van Haga. Verder ziet de partij individuele vrijheid, veiligheid en het beschermen van de Nederlandse historie en nationale identiteit als baken van haar ideologie. BVNL verlangt verder een kleine overheid, een zwaarder strafrechtsysteem en het invoeren van bindende referenda, bijvoorbeeld over de rol van de Europese Unie en het al dan niet weren van migranten. BVNL ziet abortus en euthanasie als een individueel recht binnen de huidige wetgeving.
BVNL pleit voor een rigoureus anders klimaat- en coronabeleid, zo is de partij tegen strenge klimaatregelgeving en het invoeren van lockdowns.

## Bestuur
Het partijbestuur bestaat uit vier personen:
- Partijvoorzitter: Wybren van Haga
- Secretaris: Roy van Aalst
- Penningmeester: Marcus Rolloos
- Algemeen-bestuurslid: René Dercksen